# Station Stamford (Lincs)
Stamford (Lincs) is een spoorwegstation van National Rail in South Kesteven in Engeland. Het station is eigendom van Network Rail en wordt beheerd door East Midlands Railway. Het station is Grade II listed.

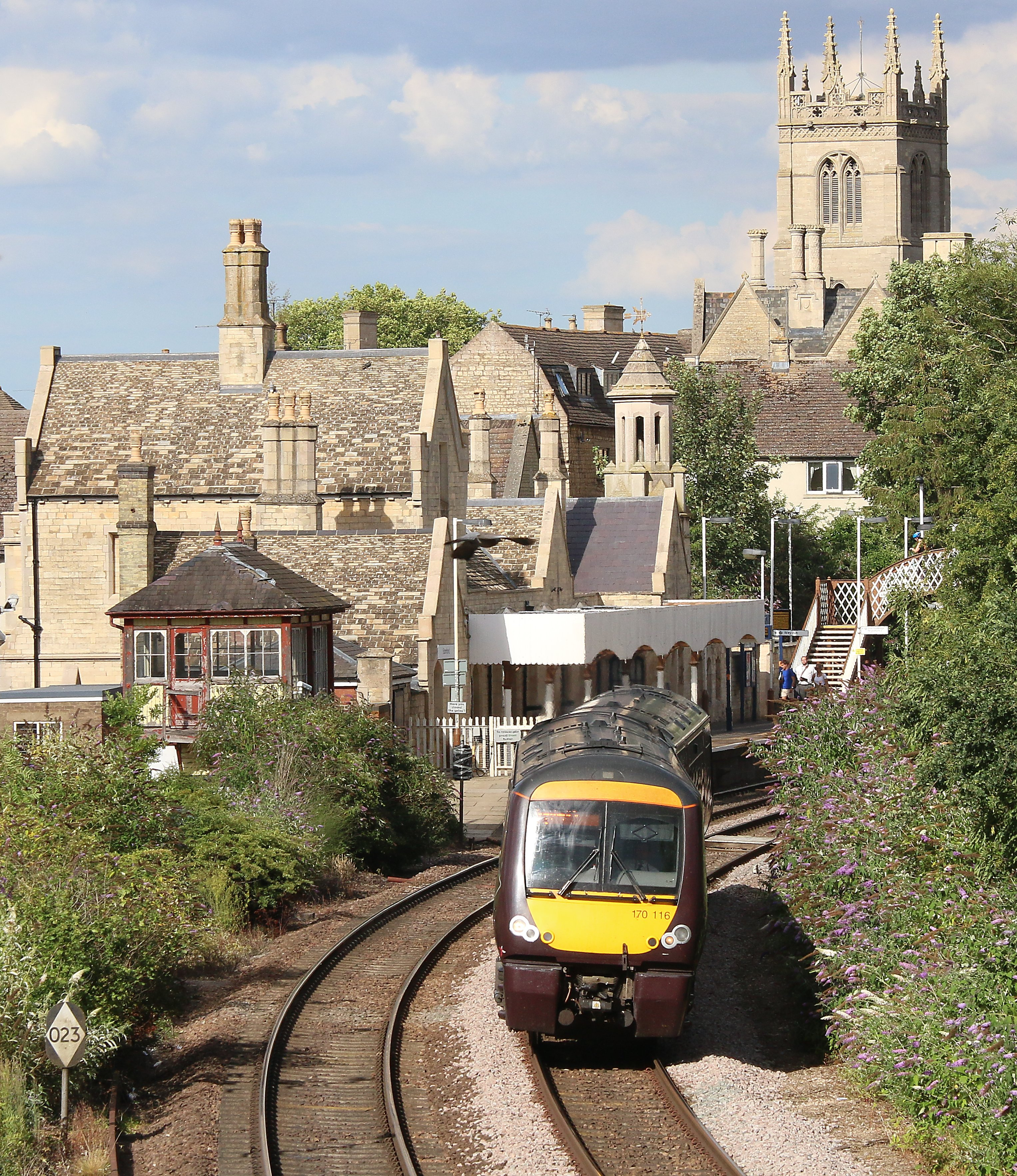
Station en St Martin's Church